# Енотовидни кучета
Енотовидните кучета (Nyctereutes) са род кучеви, който включва само два съществуващи вида, и двата известни като миещи мечки: енотовидно куче (Nyctereutes procyonoides) и тануки (Nyctereutes viverrinus). Родът е описан за първи път от нидерландския зоолог Конрад Якоб Теминк.
Най-старите вкаменелости на енотовидни кучета, открити в Северен Китай, са датирани на 5,5 милиона години. Това е един от най-ранните родове Кучеви, пристигнали в Стария свят. Всички видове, освен два, са изчезнали преди плейстоцена. Учени предполагат, че еволюцията на енотовидните кучета е повлияна от промените в околната среда и климата, като разширяването и свиването на горите и колебанията на температурата и валежите.

## Етимология
Латинското име на рода идва от гръцките думи за „нощ“ (νυκτ, nykt) и „скитник“ (ερευτής, ereutēs).

## Характеристики
Енотовидните кучета обикновено се разпознават по късите муцуни, заобления череп и оформянето на кътниците им, по-специално съотношението между M1 и M2. Счита се, че са главно опортюнистичен хищник, хранещ се с дребни бозайници, риби, птици и насекоми, заедно с редки растения, по-специално корени. Диетата им се влияе най-вече от факторите на околната среда. Тануки се считат за различни от континенталните видове поради по-големия размер на черепа, открит при енотовидните кучета от Русия и Хокайдо. 

## Видове

### Съществуващи видове
| Изображение | Научно наименование                        | Разпределение                                                             |
| ----------- | ------------------------------------------ | ------------------------------------------------------------------------- |
|             | Енотовидно куче (Nyctereutes procyonoides) | Монголия, Далечен Изток на Русия, Китай, Корея, Виетнам; въведен в Европа |
|             | Тануки (Nyctereutes viverrinus)            | Япония                                                                    |

### Изчезнали видове
- † Nyctereutes abdeslami 3,6—1,8 Mya (Мароко)[3]
- † Nyctereutes donnezani 9,0—3,4 Mya (Източна Европа, Испания)
- † Nyctereutes lockwoodi 3,42—3,2 Mya (Етиопия)[4]
- † Nyctereutes megamastoides (Европа)
- † Nyctereutes sinensis 3,6 Mya — преди 781 000 години (Източна Азия)[5]
- † Nyctereutes tingi
- † Nyctereutes vinetorum